# Camp Perrin (ort)
Camp Perrin är en ort i Haiti.   Den ligger i departementet Sud, i den västra delen av landet, 160 km väster om huvudstaden Port-au-Prince. Camp Perrin ligger 245 meter över havet och antalet invånare är 967.
Terrängen runt Camp Perrin är varierad. Runt Camp Perrin är det tätbefolkat, med 343 invånare per kvadratkilometer. Närmaste större samhälle är Les Cayes, 19,2 km sydost om Camp Perrin. Omgivningarna runt Camp Perrin är en mosaik av jordbruksmark och naturlig växtlighet.